# Bernardus Bosch
Pour les articles homonymes, voir Bosch.
Bernardus Bosch, né en septembre 1746 à Deventer et mort le 22 novembre 1803 à La Haye, est un homme politique néerlandais.

## Biographie
Bosch est successivement pasteur de Spanbroek, Oudkarspel, Vollenhove et, à partir de 1782, Diemen. Ardent patriote, il acquiert une certaine notoriété lorsqu'il publie en 1785 un poème intitulé De Eigenbaat. Les patriotes d'Amsterdam lui attribuent une médaille qu'il refuse et ses offices attirent de plus en plus de monde au point que l'on est obligé d'augmenter le nombre de bancs. Après la répression prussienne à la fin de 1787, Bosch quitte Diemen, sa maison étant mise à sac, et mène une vie nomade, s'installant à  Amsterdam (1788), Durgerdam (1789), Buiksloot (1789) et Bergen op Zoom (1790).
Après la Révolution batave de 1795, Bosch s'installe à Zaandam et devient président de la municipalité. Il est élu député unitariste à la première assemblée nationale batave en février 1796, où il se prononce en faveur de la séparation de l'Église et de l'État. Après le coup d'État du 12 juin 1798, Bosch est arrêté et emprisonné au palais de la Huis ten Bosch, à La Haye, pendant deux mois.
Après sa libération, il vit dans la pauvreté à Scheveningue et meurt le 22 novembre 1803. Il est inhumé dans la Nieuwe Kerk de La Haye, ses obsèques étant prises en charge par la loge maçonnique De Ware bataven.

## Publications
Bernardus Bosch a publié plusieurs ouvrages, sous son nom propre ou sous les pseudonymes de Vrijhart ou Batavus :
- Lofzang op de nieuwberijmde Davidszangen, Hoorn, 1775 ;
- Datheniaansche eerzuil, opgericht door Dathenaria, Hoorn, 1775 ;
- Aan Nederlands Erfstadhouder, sous le pseudonyme de Batavus, Haarlem, 1781 ;
- Eerzang aan den nooit volprezen burgervriend, den W.E. Groot A.H. Mr. Abraham d'Arrest, burgem. der stad Wesep, sous le pseudonyme de Batavus ;
- De kinderagtige daaden van een Admiraal-Generaal, sous le pseudonyme de Batavus,  (1784) ;
- De Eigenbaat, Amsterdam, 1785 ;
- Batavus bij den dood van Jacobus Bellamy, Zelandus, gest. 11 maart 1786, Utrecht, 1786 ;
- Het vorstelijk 's-Gravenhage haar lot beklagende, sous le pseudonyme de Batavus, 1787 ;
- De Vrijheid der drukpers,  sous le pseudonyme de Batavus, Amsterdamn 1787 ;
- Ernstige dichtluim aan mijne landgenooten,  sous le pseudonyme de Batavus, Amsterdam, vers 1787 ;
- Aan den getrouwen en standvastigen vader des vaderlands,  sous le pseudonyme de Batavus, H. Hooft Danielsz., 13 van Grasmaand 1788 ;
- De weelde in Nederland,  sous le pseudonyme de Batavus, Dordrecht, 1790 ;
- Onze verpligting om tot nut van 't algemeen te werken en de voordeelen, die daaruit voortvloeien,  sous le pseudonyme de Vrijhart, Zaandam. 1791 ;
- Aan het volk van Nederland over de ware Constitutie in Holland, 1793 ;
- Nederland op het einde der achttiende eeuw aan Prins Willem V, Rotterdam ;
- Batavus aan zijne landgenoten ter gelegenheid, dat eene nieuwe Constitutie voor het volk van Nederland werd vervaardigt, Amsterdam, 1796 ;
- Rapport behelzende een nieuw ontwerp der Verklaaring van rechten en pligten van den mensch en burger, avec Jacob Hendrik Floh, Amsterdam, 1797 ;
- Batavus aan zijne landgenooten, Amsterdam, 1798 ;
- Napoleon Buonaparte, La Haye, 1799 ;
- De Baatzucht, La Haye, 1801 ;
- Gedichten, 3 vol., Leyde, 1803.